# Kelebia
Kelebia – wieś i gmina w południowej części Węgier, w pobliżu miasta Kiskunhalas. Gmina liczy 2646 mieszkańców (styczeń 2011) i zajmuje obszar 66,7 km².

## Położenie
Miejscowość leży na obszarze Wielkiej Niziny Węgierskiej, w komitacie Bács-Kiskun, w powiecie Kiskunhalas.